# عرس ابيض
عرس ابيض (بالفرنسية: Noce Blanche)‏ فيلم دراما رومانسي فرنسي من تأليف واخراج جان-کلود بریسو. وبطولة فانيسا بارادي وبرونو كريمر.

## الممثلون
- فانيسا بارادي بدور ماتيلدا تيسر.
- برونو كريمر بدور فرانسو هينو.
- لودميلا ميكائيل بدور كاثرين هينو.
- فرانسوا نيجريت بدور كاربنتير.
- جان داستي بدور البواب.
- فيرونيك سيلفر بدور مستشارة مدرسية.
- فيليب توين بدور مشرف.

## روابط خارجية
- عرس ابيض على موقع IMDb (الإنجليزية)
- عرس ابيض على موقع روتن توميتوز (الإنجليزية)
- عرس ابيض على موقع ألو سيني (الفرنسية)
- عرس ابيض على موقع Turner Classic Movies (الإنجليزية)
- عرس ابيض على موقع أول موفي (الإنجليزية)
- عرس ابيض على موقع فيلمافينيتي (الإسبانية)
- عرس ابيض على موقع قاعدة بيانات الأفلام السويدية (السويدية)
- عرس ابيض على موقع قاعدة بيانات الفيلم (الإنجليزية)
- عرس ابيض على موقع ليتربوكسد (الإنجليزية)
- عرس ابيض على موقع كينوبويسك (الروسية)